# Michael von Brück
Pour les articles homonymes, voir Brück.
Michael von Brück (né le 3 juin 1949 à Dresde) est un théologien allemand. Il est titulaire de la chaire universitaire de sciences des religions à l'Université Louis-et-Maximilien de Munich.

## Biographie
À sept ans, Von Brück est choriste à la Dresdner Kreuzchor ; il obtient son Abitur à la Kreuzschule de Dresde.
De 1968 à 1973, il étudie à l'université de Rostock la théologie protestante, la linguistique comparée, le sanskrit et l'indologie. Après sa thèse, il part pour Madras afin d'approfondir ses connaissances en philosophie indienne et en bouddhisme en Inde.
En 1979, il est ordonné pasteur protestant dans l’Église évangélique luthérienne de Saxe. De 1980 à 1985, il est conférencier en Inde. En 1982, son doctorat s'intéresse à la théologie systématique, aux « Possibilités et limites d'une théologie des religions chez Rudolf Otto et Karl Barth ».
Depuis 1985, il enseigne le yoga et le zen sur les bases de sa formation en Inde et au Japon.
En 1988, il reçoit une chaire en sciences des religions à l'université de Ratisbonne. En 1991, il intègre celle de l'université Louis-et-Maximilien de Munich.
Von Brück est l'interlocuteur de Tenzin Gyatso, le 14e dalaï-lama. Il a écrit de nombreux livres sur le bouddhisme et sa relation au christianisme, qui sont considérés comme des ouvrages de référence, et est le fondateur et le rédacteur d'une revue sur le dialogue des religions.

## Publications
- Le Dalaï-Lama : du Tibet à l'exil (traduit de l'allemand par Denis-Armand Canal). Paris : La Martinière, 2005. 127 p., 25 cm.  (ISBN 2-7324-3295-4). Titre original : Der Weg des Dalai Lama.
- zusammen mit Regina von Brück: Leben in der Kraft der Rituale. Religion und Spiritualität in Indien, Verlag C. H. Beck, Munich, 2011  (ISBN 978-3-406-61242-8)
- Eva-Maria Glasbrenner, Christian Hackbarth-Johnson (Hrsg.): Einheit der Wirklichkeiten. Festschrift anlässlich des 60. Geburtstags von Michael von Brück. Manya-Verlag, Munich, 2009,  (ISBN 978-3-941196-01-8)
- Ewiges Leben oder Wiedergeburt. Herder, Freiburg im Breisgau 2007,  (ISBN 3-451-29599-7).
- Einführung in den Buddhismus. Wissenschaftliche Buchgesellschaft, Darmstadt 2007,  (ISBN 3-458-71001-9).
- Der Weg des Dalai Lama. Knesebeck, Munich, 2005,  (ISBN 3-89660-274-8).
- Zen. Geschichte und Praxis. 2. durchgesehene Auflage. C. H. Beck, Munich, 2007,  (ISBN 978-3-406-50844-8).
- Wie können wir leben? Religion und Spiritualität in einer Welt ohne Maß. C. H. Beck, Munich, 2002,  (ISBN 3-406-49334-3).
- (avec Whalen Lai), Buddhismus und Christentum. Geschichte, Konfrontation, Dialog. C. H. Beck, Munich, 1997,  (ISBN 3-406-42646-8).
- Interview de Michael von Brück in : Lebendige Seelsorge,  (ISSN 0343-4591), im Themenheft „Christentum und Weltreligionen“ (5/2006).